# Фудзивара, Арата
Арата Фудзивара — японский бегун на длинные дистанции, который специализируется в марафоне. На олимпийских играх 2012 года занял 45-е место с результатом 2:19.11. На чемпионате мира 2009 года занял 61-е место.
Серебряный призёр Токийского марафона 2012 года с личным рекордом 2:07.48.